# Cyperus victoriensis
Cyperus victoriensis är en halvgräsart som beskrevs av Charles Baron Clarke. Cyperus victoriensis ingår i släktet papyrusar, och familjen halvgräs. Inga underarter finns listade i Catalogue of Life.